# 秀江街道
秀江街道，是中华人民共和国江西省宜春市袁州区下辖的一个乡镇级行政单位。

## 行政区划
秀江街道下辖以下地区：
官山社区、下水关社区、秀江社区、崔家园社区、高士社区、潭前社区、宜阳社区、昌黎社区和袁山社区。